# Mike Mitchell (1956–2011)
Michael Anthony „Mike” Mitchell (ur. 1 stycznia 1956 w Atlancie, zm. 9 czerwca 2011 w San Antonio) – amerykański koszykarz, występujący na pozycji skrzydłowego, uczestnik meczu gwiazd NBA.

## Osiągnięcia
NCAA
- Zaliczony do:
  - I składu SEC (1976, 1977, 1978)[1]
  - II składu All-American (1978 przez Converse)[2]
  - III składu SEC (1975)
- Uczelnia Auburn zastrzegła należący do niego numer 30 (2013)[3]

NBA
- Uczestnik meczu gwiazd NBA (1981)[4]
- 2-krotny zawodnik tygodnia (30.12.1979, 22.02.1981)[5]

Inne
- Mistrz:
  - Ligi Adriatyckiej (1992)
  - Izraela (1992)
- Zaliczony do I składu ligi izraelskiej (1992)
- Lider strzelców ligi włoskiej (1998)